# Leucosigma separata
Leucosigma separata là một loài bướm đêm trong họ Noctuidae.